# FK Nizjnij Novgorod
FK Nizjnij Novgorod (ryska: ФК «Нижний Новгород») är en rysk fotbollsklubb från Nizjnij Novgorod som grundades 2015. De spelar i den ryska högsta divisionen Ryska Premier League.

## Placering tidigare säsonger
| Säsong  | Nivå | Liga         | Placering | Referens |
| ------- | ---- | ------------ | --------- | -------- |
| 2017/18 | 2    | 1. Division  | 12        | [ 1 ]    |
| 2018/19 | 2    | 1. Division  | 4         | [ 2 ]    |
| 2019/20 | 2    | 1. Division  | 11        | [ 3 ]    |
| 2020/21 | 2    | 1. Division  | 3         | [ 4 ]    |
| 2021/22 | 1    | Premjer-Liga | 11        | [ 5 ]    |
| 2022/23 | 1    | Premjer-Liga |           |          |

## Spelare

### Nuvarande trupp
Uppdaterad: 28 januari 2022
| 1  | Ryssland | Artur Anisimov    | 31 december 1992 | KAMAZ (-15)        |
| 25 | Ryssland | Artur Nigmatullin | 17 maj 1991      | Arsenal Tula (-21) |

| 4  | Ungern     | Ákos Kecskés             | 4 januari 1996    | Lugano (-21)                |
| 5  | Argentina  | Lucas Masoero            | 1 februari 1995   | Lokomotiv Plovdiv (-21)     |
| 6  | Uzbekistan | Ibrokhimkhalil Yuldoshev | 14 februari 2001  | Pachtakor Tasjkent (-21)    |
| 15 | Serbien    | Ivan Miladinović         | 14 augusti 1994   | Sotji (-21)                 |
| 23 | Ryssland   | Daniil Penchikov         | 21 mars 1998      | Tom Tomsk (-21)             |
| 24 | Ryssland   | Kirill Gotsuk            | 10 september 1992 | Krylja Sovetov Samara (-20) |
| 34 | Ryssland   | Aleksei Kozlov           | 25 december 1986  | Rostov (-21)                |
| 89 | Ryssland   | Dmitry Stotsky           | 1 december 1989   | Krasnodar (-22)             |

| 17 | Ryssland | Igor Gorbunov    | 20 september 1994 | Armavir (-20)                |
| 22 | Ryssland | Nikita Kakkoev   | 22 augusti 1999   | Zenit Sankt Petersburg (-20) |
| 31 | Ryssland | Denis Tkachuk    | 2 juli 1989       | Orenburg (-21)               |
| 37 | Ryssland | Albert Sharipov  | 11 april 1993     | Rotor Volgograd (-20)        |
| 77 | Ryssland | Pavel Karasyov   | 10 juli 1992      | Bate Borisov (-22)           |
| 78 | Ryssland | Nikolay Kalinsky | 22 september 1993 | Tom Tomsk (-20)              |
| 88 | Ryssland | Ilya Berkovsky   | 15 mars 2000      | Lokomotiv Moskva (-21)       |

| 7  | Kanada   | Richie Ennin       | 17 september 1998 | Spartaks Jūrmala (-21) |
| 10 | Belarus  | Aleksandr Shestyuk | 5 juni 2002       | Dinamo Brest (-22)     |
| 11 | Ryssland | Kirill Kosarev     | 1 augusti 2001    | Rubin Kazan (-21)      |
| 93 | Ryssland | Timur Suleymanov   | 17 mars 2000      | Lokomotiv Moskva (-20) |

Not: Spelare i kursiv stil är inlånade.